# Брехун, брехун
«Брехун, брехун» (англ. Liar Liar) — американський комедійний фільм режисера Тома Шедьяка за участю Джима Керрі.
Фільм є другою з трьох спільних робіт Керрі та Шедьяка — першою була «Ейс Вентура: Розшук домашніх тварин», третій — «Брюс Всемогутній», друга з трьох спільних робіт Гуея та Мазура — «Маленькі негідники» та «Серцеїдки», а також перша з трьох спільних робіт Керрі та продюсера Браяна Грейзера — «Як Ґрінч украв Різдво» (2000) й «Аферисти: Дік і Дейн розважаються».
Фільм вийшов на екрани з комерційним і критичним успіхом, зібравши $302,7 млн при бюджеті в $45 млн і отримавши позитивні відгуки від критиків і глядачів, які особливо високо оцінили гру Керрі. На 55-й церемонії вручення премії «Золотий глобус» він був номінований за найкращу чоловічу роль у комедії.

## Сюжет
У адвоката Флетчера Ріда манера така — брехати завжди і всім. Це його «обов'язок» — брехати клієнтам, начальству, колегам і навіть своїм близьким. Його син Макс страждає від забудькуватості свого тата, який постійно придумує різноманітні відмазки від зустрічі з сином, і до того ж постійно бреше не тільки йому, але ще і його мамі. І ось у свій день народження Макс загадує бажання, щоб один день його тато не брехав. І тут-то все і починається. Коли згодом Рід розуміє, що це все відбувається через бажання сина, їде до нього і пробує «скасувати» бажання сина. Та де там. Говорити правду не хочеться, а доводиться, вуста його не слухаються, все летить у тартарари… Всього за день валиться все життя Ріда, та ще й до всього колишня дружина намагається забрати Макса й переїхати до іншого міста, оскільки вважає, що син все одно не потрібен батьку…

## У ролях
- Джим Керрі — Флетчер Рід
- Мойра Тірні — Одрі Рід
- Джастін Купер — Макс Рід
- Кері Елвіс — Джеррі
- Аманда Доног'ю — Міранда
- Дженніфер Тіллі — Саманта Коул
- Енн Гейні — Грета
- Свузі Керц — Дана Епплтон, адвокатка Річарда Коула
- Кріста Аллен — жінка у ліфті

## Нагороди
- Золотий глобус, 1998. Номінант на «Найкращу чоловічу роль (комедія або мюзикл)» — Джим Керрі.
- Премія каналу «MTV», 1998. Переможець за «Найкращу комедійну роль» — Джим Керрі.

## Цікаві факти
- Примітно, що половина кошторису фільму — гонорар Джима Керрі (20 000 000 доларів)